# Благовіщенська міська територіальна громада
Благові́щенська міська громада — територіальна громада в Україні, в Голованівському районі Кіровоградської області. Адміністративний центр — місто Благовіщенське.
Площа громади — 701,3 км², населення — 21 802 мешканця (2020).

## Населені пункти
У складі громади 1 місто (Благовіщенське) і 26 сіл:
- Богданове
- Великі Трояни
- Вільхове
- Грушка
- Данилова Балка
- Дельфінове
- Змійове
- Йосипівка
- Кам'яна Криниця
- Кам'яний Брід
- Кошаро-Олександрівка
- Лозувата
- Луполове
- Маньківське
- Мечиславка
- Новоселиця
- Петрівка
- Розношенське
- Сабатинівка
- Сергіївка
- Синицівка
- Синьки
- Станіславове
- Христофорове
- Шамраєве
- Шевченка